# Mark O'Meara
Mark Francis O'Meara (Goldsboro, 13 gennaio 1957) è un golfista statunitense che ha ottenuto i migliori risultati della carriera dalla metà degli anni ottanta alla fine degli anni novanta.
Dal 1986 al 2000 è stato per quasi 200 settimane tra i primi 10 giocatori dell'Official World Golf Rankings.
Nel 1998 ha vinto due tornei Major, il Masters e il British Open.
Nel 2007 ha iniziato a partecipare al Champions Tour.
Complessivamente in carriera ha vinto 33 tornei da professionista.